# Operação Cajueiro
A Operação Cajueiro foi uma ação da ditadura militar brasileira contra o Partido Comunista Brasileiro (PCB) em Sergipe, a 20 de fevereiro de 1976. Para desarticular o partido no estado, o general Adyr Fiúza de Castro, comandante da 6.ª Região Militar, comandou a operação na qual foram presos 24 sergipanos. Os presos foram torturados no 28.º Batalhão de Caçadores, em Aracaju. Segundo Milton Coelho, “Fui levado para as dependências do Exército aqui em Aracaju e estupidamente torturado. Tenho marcas no pulso, pois fui algemado. Tomei choques elétricos, pontapés nas costelas, enfim, foi uma barbaridade inconfessável. Após 50 dias preso e depois de passar uma semana sendo torturado, perdi a visão imediatamente quando saí de lá”.